# Troglodyte flammé
Cantorchilus thoracicus
Espèce
Statut de conservation UICN

 LC  : Préoccupation mineure
Le Troglodyte flammé (Cantorchilus thoracicus) est une espèce d'oiseau de la famille des Troglodytidae.
Cet oiseau peuple l'est de l'Amérique centrale.